# سیندی مورگن
سیندی مورگن (انگلیسی: Cindy Morgan؛ زادهٔ ۲۹ سپتامبر ۱۹۵۴) یک هنرپیشه اهل ایالات متحده آمریکا است. وی از سال ۱۹۷۹ میلادی تاکنون مشغول فعالیت بوده‌است.
از فیلم‌ها یا برنامه‌های تلویزیونی که وی در آن نقش داشته است می‌توان به پادوی گلف اشاره کرد.